# ピースサイン

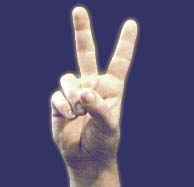
ピースサイン

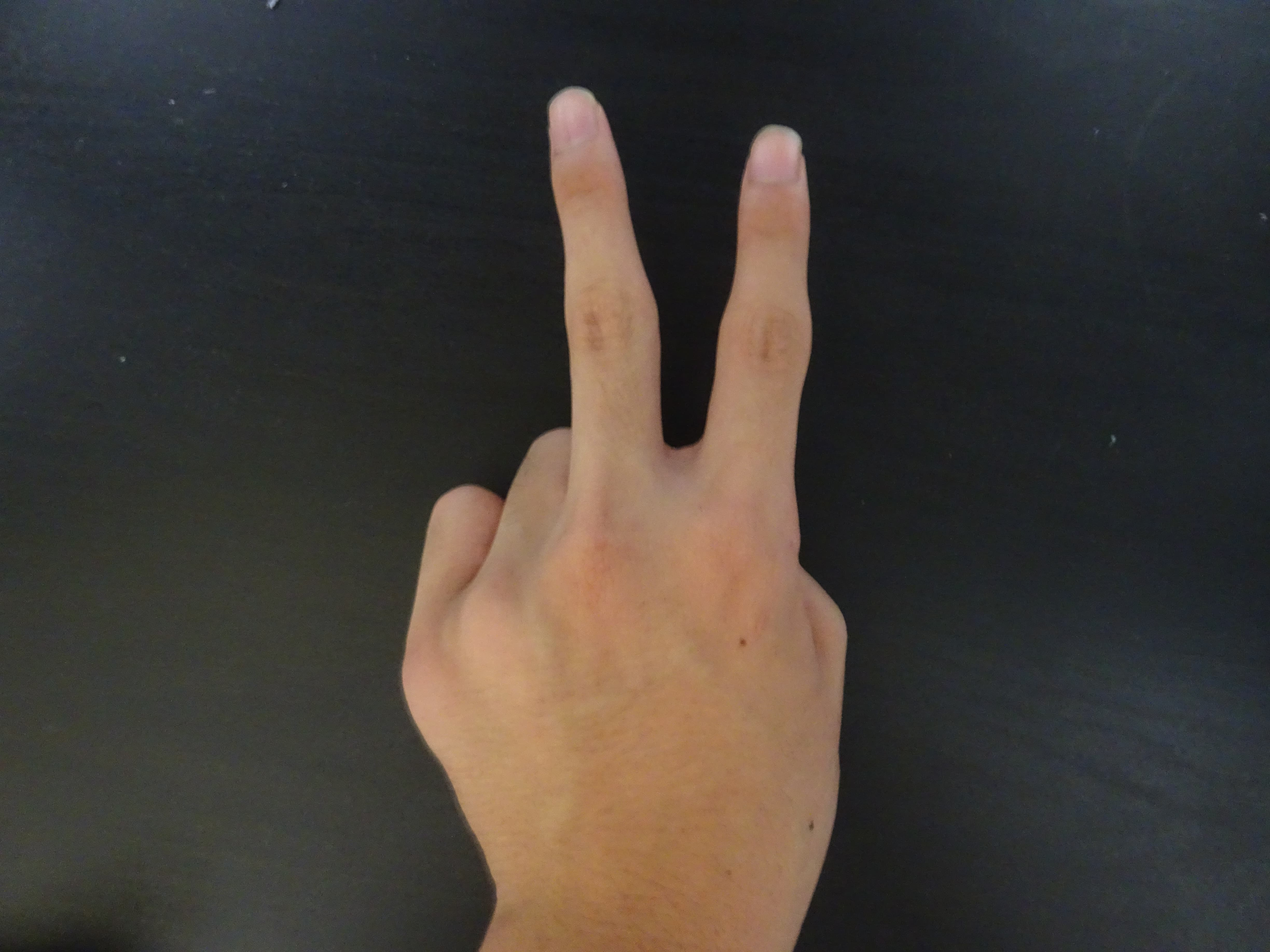
内側のピースサイン

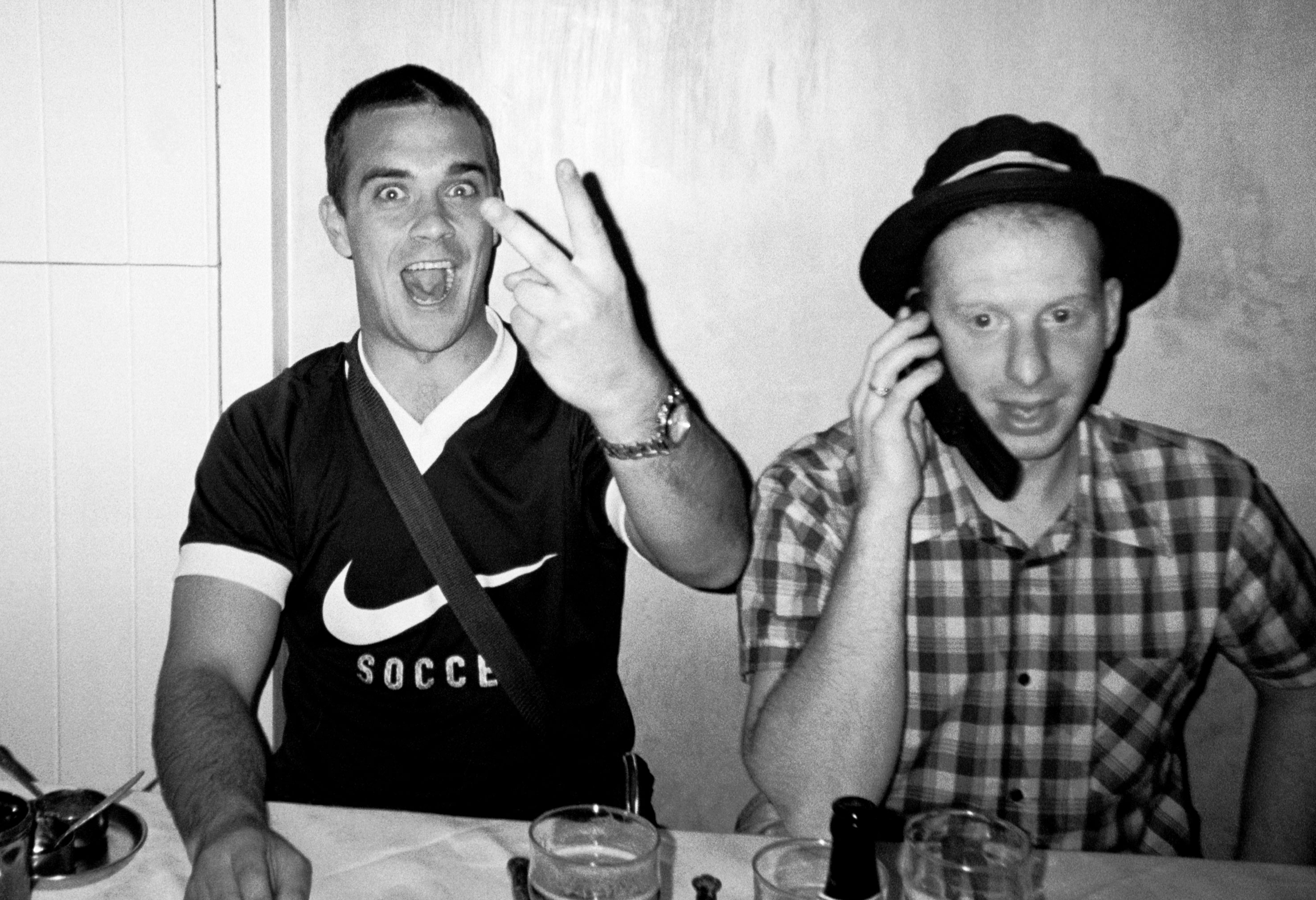
手のひらを内側に向けて、相手を侮辱するロビー・ウィリアムズ

ピースサインは、ボディーランゲージの一種。日本では、微笑みながら顔の近くでV字を外に向かって作り、楽しさや親愛の情を意味する。本来は、勝利のアピールを行うサインである。この場合、真摯な態度で、腕を上方または前方に伸ばし、V字を外に向かって作るため、同時に微笑む場合は、勝利の喜びを意味する。イギリスなどの英語圏では、「V」の形を作るためと「Victory（勝利）」を意味するために、「Vサイン」と言われることが多い。じゃんけんのチョキでよく使われるものと同じ。

## 概要
意思表示を送る相手に人差し指と中指をまっすぐに離して突き出し、他の指は曲げて手のひらは外に向ける。欧米の国々を中心に、勝利・反戦・平和という意味を持ち、また、イギリスやオーストラリア、ニュージーランドなどでは手のひらを内側に向けると侮蔑や卑猥の意味に変わる。
日本では、「ピース」サインと呼ばれ、撮影時のポーズとして、楽しさ、喜びを伴う親愛の情や可愛さを表す意味になる。日本の近隣でも日本と同じような意味で使われ始めている。両手で出す場合を特にダブルピースという。
ギリシャでは、かつて犯罪者に向けて2本指で物を投げつける習慣があったことから、侮辱を意味する。

## Vサインの発祥

ヨーロッパ戦勝記念日（1945年5月8日）、ロンドン市民にVサインを掲げるチャーチル

一説によるとVサインは、百年戦争においてイングランド軍の弓兵が、敵であるフランス軍を挑発するサインとして使用したのが発祥であると言われている。イングランドの弓兵隊は飛距離や貫通力に優れたロングボウと呼ばれる長弓を用いて、フランス軍に対して多大な戦果を上げたため、捕虜にされれば二度と弓を引けないよう、指を切り落とされることがあった。その指を敢えて見せ付けて、「切り落とせるものなら切り落としてみろ」という意味合いがそのサインにはあった。

ピースサイン
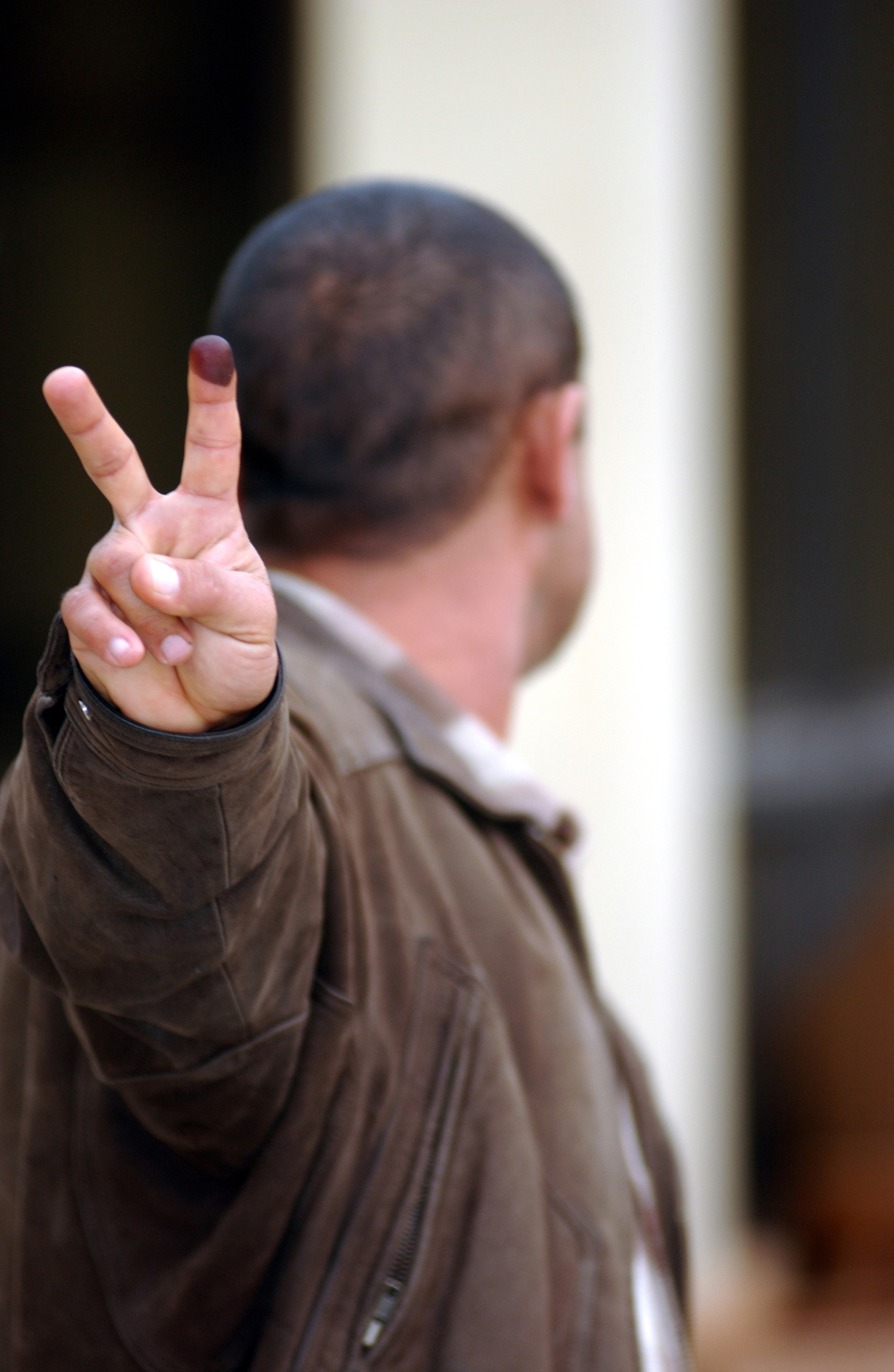
初の自由選挙にVサインを掲げるイラク市民
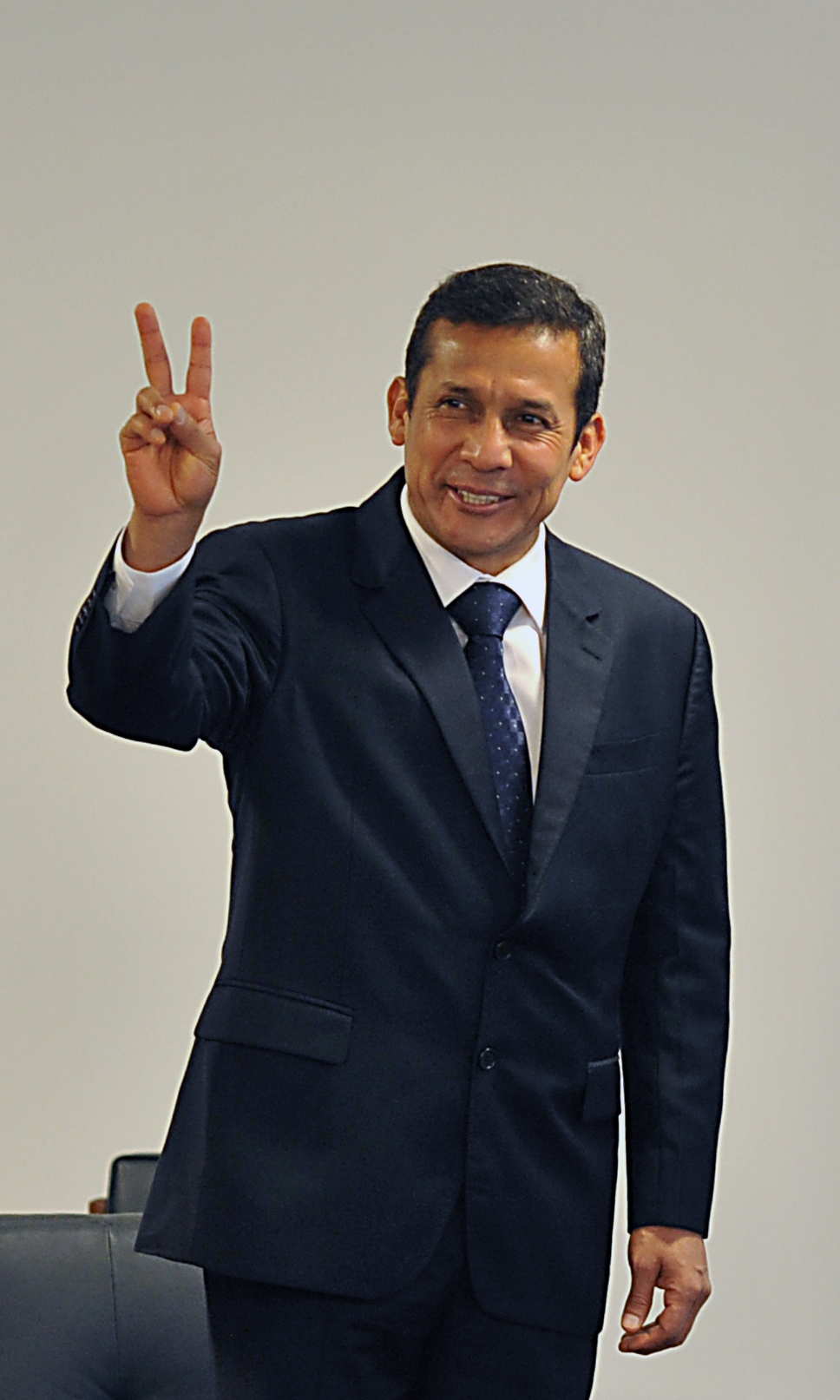
ピースサインをするペルーのオジャンタ・ウマラ大統領
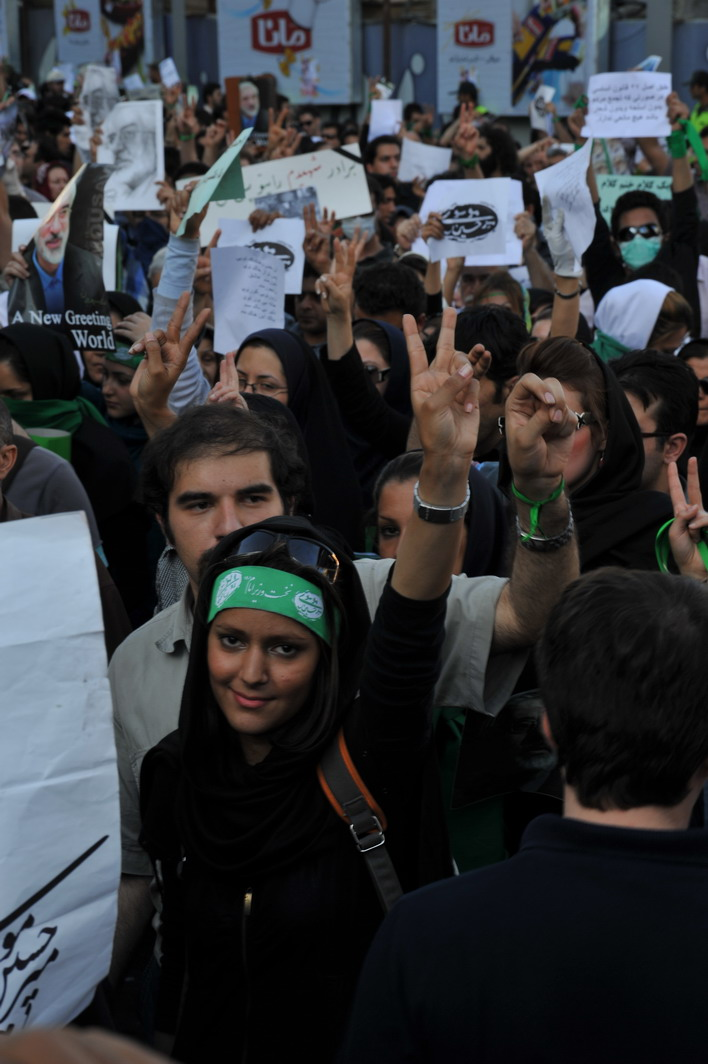
大統領選挙に不正であったとして、デモを行うイランの人々
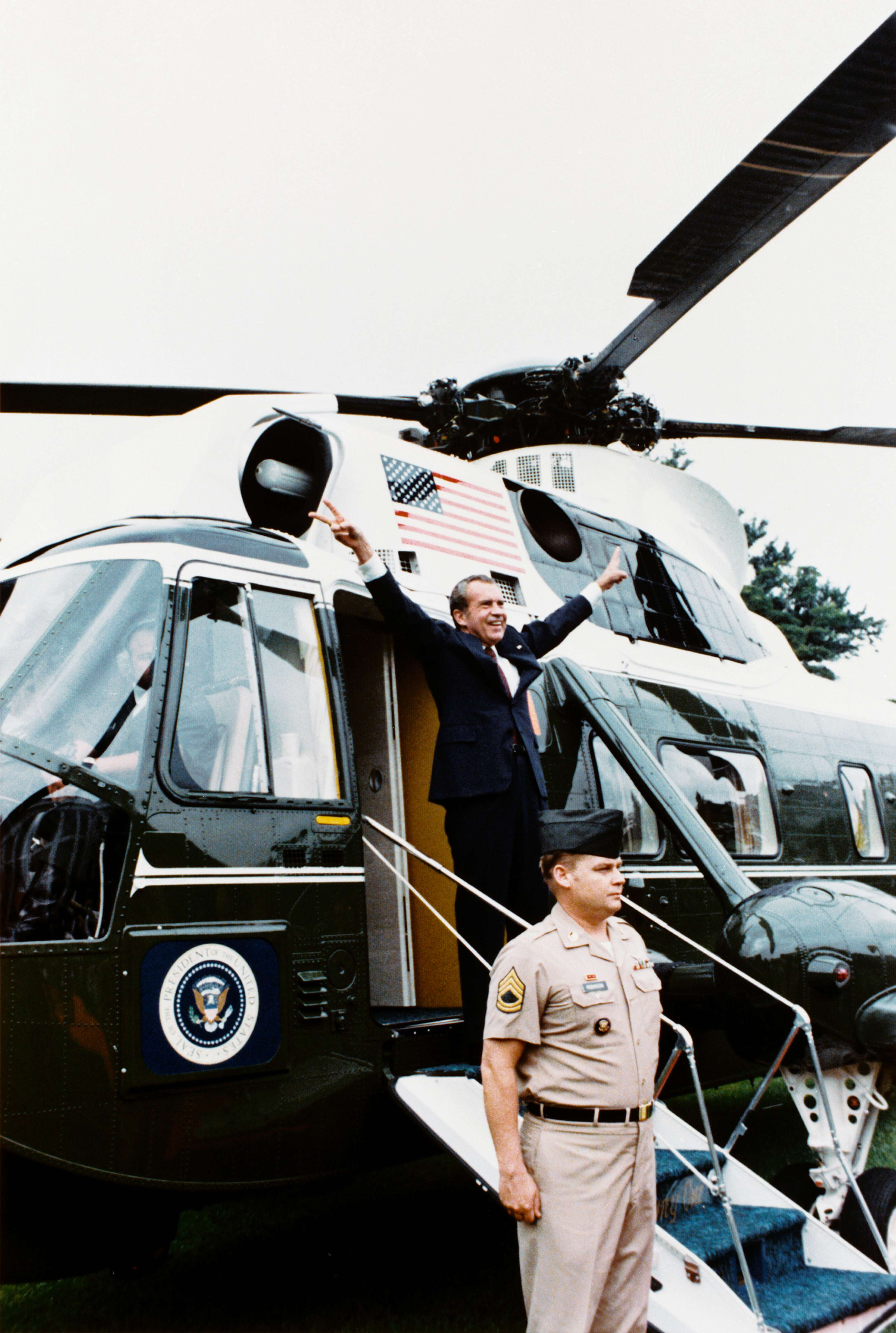
1974年8月9日、ホワイトハウスを去るリチャード・ニクソン大統領
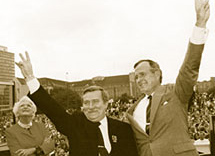
1989年、共にピースサインを掲げるポーランドのヴァウェンサ大統領と、アメリカのブッシュ大統領
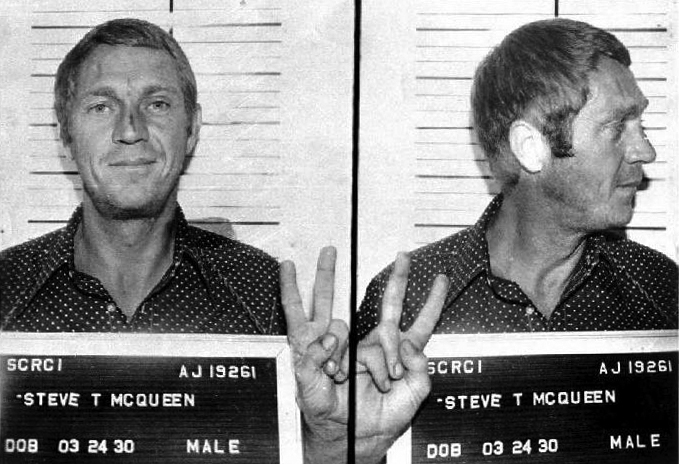
スティーブ・マックイーンは、飲酒運転で逮捕された際、その写真撮影でピースサインを行い、公権力を挑発した。

## 反戦デモによる普及

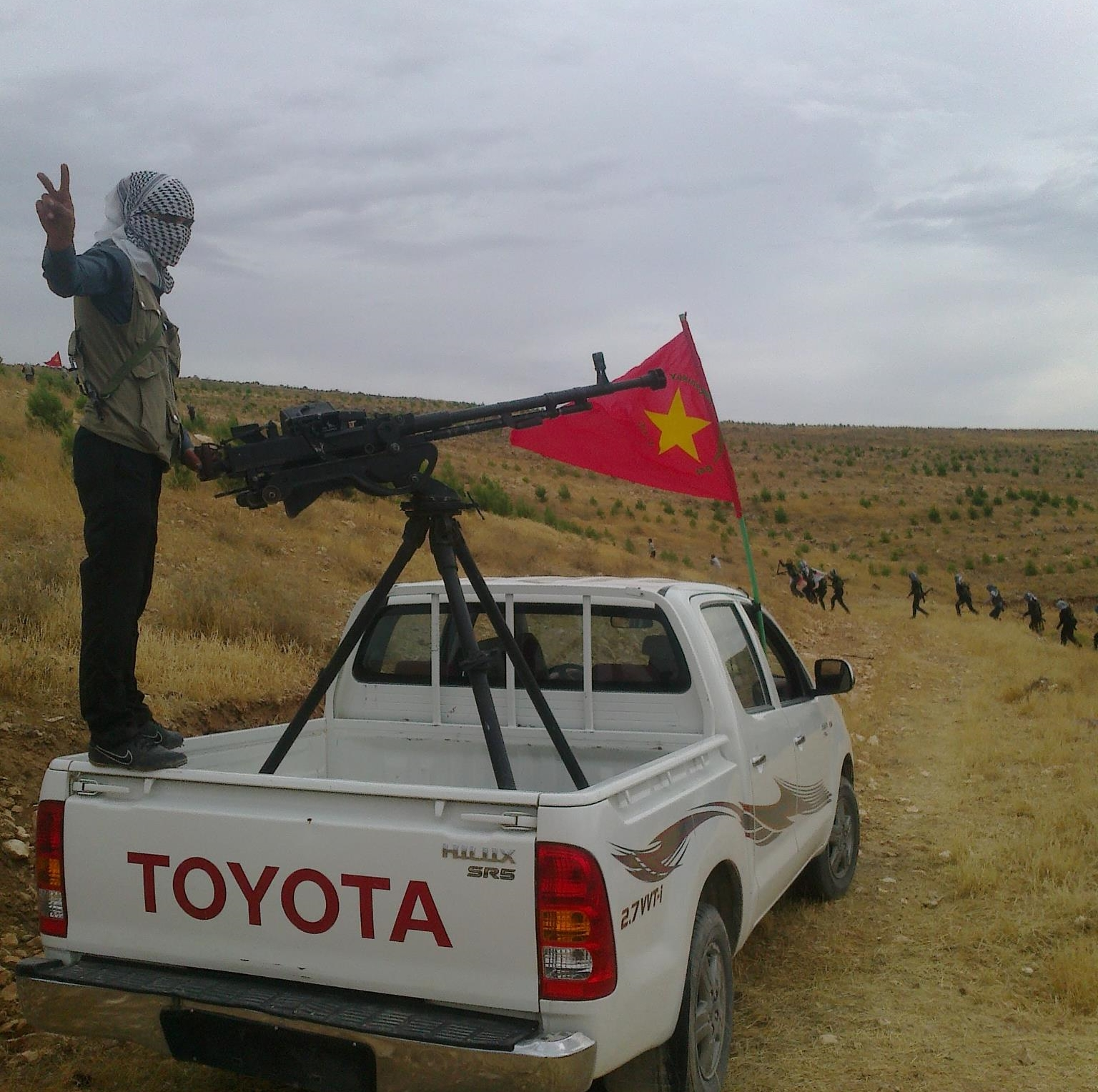
ピースサインをするシリアのクルド人勢力、2012年

1960年代に、ベトナム戦争に対する反戦運動がアメリカやイギリスなどをはじめとする西側諸国で高まり、盛んに反戦デモが行われるようになると、参加者が報道陣のカメラへ向けたアピールと、「平和への願い」を表す意思表示の手段として広く用いられるようになった。同時代に盛んだったヒッピー文化の中でも「平和を願う印」として「ピースマーク」とともに広く行われ、ウッドストックフェスティバルの記録映像などにもその様子が残っている。
たとえば出演者の一人であるジミ・ヘンドリックスは、スター・スパングルド・バナー（アメリカ国歌）をギターで演奏しながらピースサインを観客にアピールしている。

## 日本での普及

### ピースサインの流行
厳しい決心の表現として、真剣な表情で腕を上もしくは前面に伸ばしてサインポーズを行う場合もあった(サインはVなど）が、現代の用法に極めて近いのは、1972年に井上順が、コニカ(現・コニカミノルタ)のカメラのCMでアドリブでピースサインをし、その後、井上がテレビ番組でのコントでボケ役としての決め台詞で、苦笑しながら「ピース」と頻繁に使用していた。（強く突っ込むなよ、平和にいこう）の暗喩。少なくとも1970年代から見られ始めた。しかし、ベトナム戦争終結により井上はこの決め台詞を使用しなくなり、日本での流行は一旦廃れた。

### ピースサインの普及
その後、1980年頃から井上がテレビ出演時に、昔のギャグのアイロニカルなリバイバルとして、おどけた態度で笑いながら手を伸ばさず画面に向かい、顔の近くでピースサインを行うようになると、流行が広まるにつれて井上はバリエーションとして、ピースサインを画面に向かって前後したり、「ダブルピース」と発声して頬の近くに両手でV字型をつくってテレビで頻繁に披露し、これも流行となった。おどけた態度の表現は、その後、世代を経て「楽しさや喜びや親愛の情をインフォーマルに表現する行為」として定着しているが、「ピース」と発することは減り、単に「Vサイン」または「V」と呼称されることも多い。
ピースサイン類似ボディランゲージの消滅と変化
流行の経緯からは、可愛さを表すポーズとしては、日本では近世より踊の「手振り」所作のときに人差し指を頬に向かって指すポーズがあるが、このポーズと混用されてきたためである。撮影時に人差し指をつかう可愛さのポーズは、ピースサインが普及する以前は踊りの所作を取り入れて、特に若い女性アイドルが人差し指を頬につけたり、両頬に人差し指をつけて顔をかしげたりするポーズをとって、20世紀に定番のポーズとなっていたが、ピースサインに吸収されるように使われなくなっていった。現在では、撮影する側が撮影タイミングを言う「はい、チーズ」の習慣と同様に、撮影される側が笑顔とともにピースサインを作った時が撮影するタイミングとなっており、プリクラ世代以降の自撮りにも使われる。また、人差し指を口に縦にあてるポーズや、額や顔の一部にピースサインを密着して、写真の「可愛い」ポーズの一つとして、特に自撮り写真に使われるなどに形を変えて残っている。しかし、近年はスマートフォン搭載のものも含めたデジタルカメラの高画質・高解像度化により、そうしたピース自撮り画像から指紋を抽出して個人認証に悪用される危険性が指摘されている。
ピースサイン利用の拡大
写真・動画撮影時に留まらず、日常生活の中でも、物事がうまく進んで成功した時などの喜びを表すポーズとしてもよく使用される。日本の影響により、現在では香港や台湾、韓国などの若い世代でも写真撮影の際にピースサインを行うことがあり、中国、北朝鮮などでも認知されつつある。北朝鮮については、訪朝した在日朝鮮人の影響を受けたものとされている。

## オートバイでのピースサイン
オートバイの長距離ツーリングを行なう者どうしがすれ違う際に、「道中御無事で！」の意味で交わされるピースサインがある。追い越しの際にはサムズアップで挨拶をする。ライダーが示す時には右手はスロットルグリップを握っているので、必ず左手で行われる。
1970年代に、道路の整備とオートバイの大型化が進み、ツーリングの長距離化とともに全国に普及し、1990年代頃までは頻繁に用いられた。1980年代には、サインを出しづらいレーサーレプリカが流行したので（アメリカンのライダーは上体を起こした姿勢なので楽にできる）、その後廃れかけた。しかし、長距離ツーリング者が多い北海道の道路や全国の主要国道などでは現在も続けられており、インターネット上で復権を呼びかける運動もあって再び使用頻度が上がっている。また、アメリカのハワイ州ではバイカーがすれ違う際に、必ずこの合図を行っている。

## 符号位置
ピースサインを表す記号は以下の通り。
| 記号 | Unicode | JIS X 0213 | 文字参照         | 名称                                                        |
| ---- | ------- | ---------- | ---------------- | ----------------------------------------------------------- |
| ✌    | U+270C  | -          | &#x270C; &#9996; | VICTORY HAND （iモード絵文字・EZweb絵文字・SoftBank絵文字） |

### 結合文字
| 記号 | Unicode         | sequence | 名称                                 |
| ---- | --------------- | -------- | ------------------------------------ |
| ✌🏻    | U+270C;U+1F3FB; | ✌ 🏻       | victory hand: light skin tone        |
| ✌🏼    | U+270C;U+1F3FC; | ✌ 🏼       | victory hand: medium-light skin tone |
| ✌🏽    | U+270C;U+1F3FD; | ✌ 🏽       | victory hand: medium skin tone       |
| ✌🏾    | U+270C;U+1F3FE; | ✌ 🏾       | victory hand: medium-dark skin tone  |
| ✌🏿    | U+270C;U+1F3FF; | ✌ 🏿       | victory hand: dark skin tone         |